# Kim Hjonu (birkózó)
Kim Hjonu (hangul: 김현우, RR: Kim Hyeon-u; népszerű átírással: Kim Hyeon-woo; 1988. november 6.–) dél-koreai birkózó.

## Sportpályafutása
Általános iskolában cselgánccsal kezdte pályafutását, ám 2001-ben birkózásra váltott. 2006-ban junior ázsiai bajnok lett, majd a junior világbajnokságon ezüstérmet szerzett.
A 2012-es nyári olimpián aranyérmet szerzett.
A 2016-os nyári olimpián bronzérmet szerzett.
A 2018-as birkózó-világbajnokságon Budapesten az elődöntőben vereséget szenvedett Lőrincz Tamástól, azután a vigaszágon bronzérmet szerzett.